# Paracelis
Paracelis ist eine philippinische Stadtgemeinde in der Provinz Mountain Province. Sie hat 28.121 Einwohner (Zensus 1. August 2015).

## Baranggays
Paracelis ist politisch in neun Baranggays unterteilt.
| - Anonat - Bacarni - Bananao | - Bantay - Butigue - Bunot | - Buringal - Palitod - Poblacion |